# Elattoneura nigra
Elattoneura nigra är en trollsländeart som beskrevs av Douglas E. Kimmins 1938. Elattoneura nigra ingår i släktet Elattoneura och familjen Protoneuridae. IUCN kategoriserar arten globalt som livskraftig. Inga underarter finns listade i Catalogue of Life.